# 제1항공여단전투단
제1항공여단전투단(1st Aviation Brigade Cobmat Team)은 영국 육군 항공대(AAC)의 여단으로, AAC 미들 월럼에 본부를 두고 있다. 표어는 "Fly, Fight, Lead".
육군본부에서 와티샴 비행기지 본부(Wattisham Flying Station Headquarters (WFS HQ))와 공격 헬리콥터대(Attack Helicopter Force (AHF)), RNAS 요빌턴의 항공정찰대(Aviation Reconnaissance Force)를 모아 이들을 지휘할 부대의 이름을 제1항공여단로 짓고 2020년 4월 1일에 창설하였다.
초기 작전 역량은 2021년 4월 1일에 이르고 완전 작전 역량은 2023년 1월 1일에 맞췄다.
2022년 10월 1일, 제1항공여단전투단으로 개명되었다.

## 부대
2021년 5월 기준 여단의 부대는 다음과 같다.
- 육군항공대 제1연대
- 육군항공대 제3연대
- 육군항공대 제4연대
- 육군항공대 제5연대
- 육군항공대 제6연대[8] (지상 예비 승무원)
- 제7항공지원대대 REME[9] 와티샴 비행기지[10]
  - 왕립군수대 제132항공지원 스쿼드론[11]
- 왕립포병 제47연대, AAC[9]2021년 4월부터.[12]
- 육군항공대 제653 스쿼드론

## 장비
- 공격기
  - 아구스타웨스틀랜드 아파치 AH1
- 정찰기
  - 아에로스파시알 가젤
  - 아구스타웨스틀랜드 AW159 와일드캣

## 계보
- 2020년 4월 1일, 1st Aviation Brigade→제1항공여단
- 2022년 10월 1일, 1st Aviation Brigade Combat Team→제1항공여단전투단

## 참고

### 인용
1. 1 2  “British Army Launches 이름 Ever Aviation Brigade”. Forces Net. 2020년 5월 6일에 확인함.[깨진 링크(과거 내용 찾기)]
2. ↑  “Army establishes its 1st Aviation Brigade”. 《British Army》 (보도 자료). 2020년 5월 5일. 2020년 6월 5일에 확인함.
3. ↑  “The Eagle Spring 2020 edition” (PDF). 《The Eagle》 (Wattisham). 2020년 4월 1일. 2020년 9월 1일에 원본 문서 (PDF)에서 보존된 문서. 2020년 5월 7일에 확인함.
4. ↑  Ripley, Tim (2020년 4월 6일). “UK forms aviation brigade”. 《IHS Janes》. 2020년 5월 7일에 확인함.
5. ↑  “Army establishes its 1st Aviation Brigade”. 《British Army》 (보도 자료). 2020년 5월 5일. 2020년 5월 7일에 확인함.
6. ↑  “British Army Newsletter Issue 5” (PDF). 《British Army》 (보도 자료). 2020년 7월 9일. 2020년 7월 9일에 확인함.
7. ↑  Watling & Bronk 2021, 27쪽.
8. ↑  “Army Air Corps”. 《www.army.mod.uk》 (영국 영어). 2021년 5월 10일에 확인함.
9. 1 2  Cooper, Tim. “Watchkeeper: Up Close With The UK-Built Drone That's Been Used In Afghanistan”. 《Forces Network》 (영어). 2021년 10월 25일에 확인함.
10. ↑  “The Craftsman: Magazine of the Corps of Royal Electrical and Mechanical Engineers”. 《Issu》. 2021년 1월 31일. 2021년 9월 12일에 원본 문서에서 보존된 문서. 2021년 4월 16일에 확인함.
11. ↑  “The Sustainer: Royal Logistic Corps Regimental Magazine”. 《Isssuu》. 2021년 4월 20일에 확인함.
12. ↑  “British Army Newsletter Issue 5” (PDF). 《British Army》. 2020년 7월 9일. 2020년 7월 9일에 확인함.

### 자료
- Watling, Jack; Bronk, Justin (2021). 《Occasional Paper: Maximising the Utility of the British Army's Combat Aviation》. Whitehall, London, United Kingdom: Royal United Services Institute for Defence and Security Studies.
- “Army, Question for Ministry of Defence — current Order of Battle by manpower and basing locations for the corps.”. 《United Kingdom Parliament — Written questions, answers, and statements》. 2018년 11월 22일. 2020년 9월 15일에 원본 문서에서 보존된 문서. 2021년 2월 20일에 확인함.